# Dronning Olgas Vej
Dronning Olgas Vej er en gade i Mariendals-kvarteret på Frederiksberg i København. Den går fra Falkoner Allé i øst til en parkeringsplads i vest ved et område med modernistiske boligblokke ud for Kong Georgs Vej. Boligblokkene blev bygget i 1974, hvor arbejderbryggeriet Stjernen tidligere havde ligget. De fleste andre bygninger i gaden er enfamilieshuse fra tiden omkring 1900. Ved Falkoner Allé ligger der traditionelle etageejendomme.

## Historie
Gaden blev anlagt som en del af kreaturkommissær Niels Josephsens plan for udstykning af gården Mariendal. Han var en stor beundrer af det græske kongehus og besluttede sig for at opkalde nogle af gaderne i kvarteret efter dets medlemmer. Kong Georgs Vej blev således opkaldt efter den danskfødte prins Vilhelm, der var blevet kong Georg 1. af Grækenland i 1863. Den parallelle Dronning Olgas Vej blev opkaldt efter hans hustru Olga Konstantinovna af Rusland, mens de tværgående gader Prins Constantins Vej og Kronprinsesse Sofies Vej blev opkaldt efter kronprins Konstatin og kronprinsesse Sophie. Josephsen fik desuden opført en villa til sig selv på Dronning Olgas Vej 6 efter tegninger af H.P.N. Hedemann.
De fleste af grundene langs Dronning Olgas Vej blev solgt til det bedrestillede borgerskab, men nogle af grundene i den fjerneste ende af gaden blev solgt til andre. Den Kongelige Ride- og Beslagsskole blev opført i nr. 61. Brødfabrikken Ceres blev opført i nr. 34 i 1912 efter tegninger af Ejnar Thuren. Københavns Bryggerier og Malterier etablerede et bryggeri i nr. 70 efter tegninger af Gotfred Tvede. I 1902 rykkede Arbejdernes Bryggeri (fra 1920 Stjernen) ind her. Det fik vokseværk, og i 1920'erne overtog det rideskolen og indrettede den til en sodavandsafdeling. Omkring 1940 overtog det også brødfabrikken ved endnu en udvidelse. Stjernen lukkede i 1964. Nu ligger boligblokkene i Frederiksberg Forenede Boligselskabers afdeling Stjernen på stedet. De blev opført i 1974 efter tegninger af Svenn Eske Kristensen med senere ændringer.
Villaen i nr. 25 rummede i mange år Urania Observatoriet. Bygningen blev opført i 1897 for overtelegrafist Victor Nielsen, der var en ivrig amatørastronom. Bygningen var 100 m² med de 30 m² til observatoriet med en tøndeformet, bevægelig kuppel og en fire meter lang, tonstung kikkert. Her kom flere af datidens fagfolk. Efter Nielsens død i 1918 blev observatoriet i 1919 overtaget af bibliotekar Carl Luplau Janssen, der ligeledes var en ivrig amatørastronom og en flittig skribent. I hans tid var det muligt at besøge observatoriet mod en mindre entre. Han døde i 1971. I 1983 kom kikkerten til Aalborg, efter at Aalborg Kommune havde vedtaget at etablere et folkeobservatorium. Det nye Urania Observatoriet åbnede der i 1988. Det gamle observatorium i villaen på Dronning Olgas Vej er nu ombygget til beboelse, men der står stadig Urania på facaden.

## Bygninger
De to villaer i nr. 17 og 19 blev opført i 1887 efter tegning af Niels Rasmussen og S.F. Schougaard og blev fredet i 1996.
Journalisternes Hus i nr. 57 var tidligere hovedkontor for Dansk Journalistforbund. Bygningen blev opført i 1902 efter tegninger af Erik Schiødte og C. Ditlefsen.

## Trivia
Buslinje 74 havde stoppested på Kronprinsesse Sofies Vej benævnt Dronning Olgas Vej.
Med ændrede køreplaner betjenes stoppestedet fra 29. juni 2025 af linje 71.